# محمد الأبيض
محمد الأبيض مهندس وسياسي مغربي من مواليد يوليو 1941 في مدينة الدار البيضاء. وهو عضو مؤسس في حزب الاتحاد الدستوري.

## مسيرته
بدأ محمد أبيض مسيرته السياسية في عام 1976 كمستشار ونائب رئيس عمالة مقاطعات الفداء مرس السلطان والمجتمع الحضري للدار البيضاء. في الانتخابات التشريعية لعام 1977، انتخب نائبا عن مدينة الدار البيضاء. في عام 1983، تم انتخابه رئيسًا للبلدية الحضرية في آنفا ورئيسًا للمجتمع الحضري بالدار البيضاء.
قبل أشهر قليلة من انتخابات عام 1984، شارك في تأسيس حزب الاتحاد الدستوري؛ تم إعادة انتخابه نائبا للدار البيضاء خلال هذه الانتخابات. في عام 1985، تقلَّد منصب وزير للصناعة التقليدية والشؤون الاجتماعية، وشغل ذلك المنصب حتى عام 1992.
بعد وفاة عبد اللطيف سملالي في عام 2001، خلفه وأصبح أمينًا عامًا للاتحاد الدستوري.